# Matsuo Sugano
Matsuo Sugano (japanska: 菅野 松男?, Sugano Matsuo), född 1939  är en japansk astronom.
Minor Planet Center listar honom som M. Sugano och som upptäckare av 4 asteroider.
Han är även en av upptäckarna bakom den icke-periodiska kometen C/1983 J1.
Asteroiden 5872 Sugano är uppkallad efter honom.
Asteroiden 6155 Yokosugano är uppkallad efter hans fru, Yōko Sugano.

## Asteroider upptäckta av Matsuo Sugano
| 5881 Akashi[A]                                              | 27 september 1992 |
| 6559 Nomura[B]                                              | 3 maj 1991        |
| 8892 Kakogawa[B]                                            | 11 september 1994 |
| 14873 Shoyo[B]                                              | 28 oktober 1990   |
| Upptäckt tillsammans med: A Toshiro Nomura B Kōyō Kawanishi |                   |